# Lotto-Eddy Merckx/1985
Deze pagina geeft een overzicht van de Lotto-Eddy Merckx wielerploeg in  1985.

## Algemene gegevens
Sponsors: Belgische Nationale Loterij, Eddy Merckx
Ploegleiders: Walter Godefroot, Patrick Lefevere
Fietsmerk: Eddy Merckx

## Renners
| Naam             | Geboortedatum | Nationaliteit | Ploeg 1984                       |
| ---------------- | ------------- | ------------- | -------------------------------- |
| Jan Baeyens      | 16-06-1957    | België        | Tönissteiner-Lotto-Mavic-Pecotex |
| Roger De Cnijf   | 14-04-1956    | België        | Kwantum Hallen-Yoko              |
| Michel Dernies   | 06-01-1961    | België        | Fangio-Ecoturbo                  |
| Yves Godimus     | 12-01-1960    | België        | Fangio-Ecoturbo                  |
| Luc Govaerts     | 25-01-1959    | België        | Europ Decor-Boule d'Or           |
| Paul Haghedooren | 11-10-1959    | België        | Europ Decor-Boule d'Or           |
| Roger Ilegems    | 13-12-1962    | België        | Tönissteiner-Lotto-Mavic-Pecotex |
| Jozef Lieckens   | 26-03-1959    | België        | Safir-Van de Ven                 |
| Eric McKenzie    | 28-08-1958    | Nieuw-Zeeland | Kelme                            |
| Patrick Onnockx  | 15-07-1959    | België        | Europ Decor-Boule d'Or           |
| Daniel Rossel    | 24-07-1960    | België        | Tönissteiner-Lotto-Mavic-Pecotex |
| Eddy Schepers    | 12-12-1955    | België        | Dromedario                       |
| Marc Sergeant    | 16-08-1959    | België        | Europ Decor-Boule d'Or           |
| Willem Van Eynde | 24-07-1960    | België        | Splendor-Mondial Moquette        |
| Franky Van Oyen  | 24-04-1962    | België        | Europ Decor-Boule d'Or           |

## Overwinningen
| GP Pino Cerami Paul Haghedooren Ronde van Romandië 1e etappe: Eddy Schepers Belgisch kampioenschap wielrennen voor elite Paul Haghedooren Ronde van Frankrijk Sprintklassement: Jozef Lieckens | Ronde van België 5e etappe: Jozef Lieckens GP Jef Scherens Jozef Lieckens Ronde van de Oise Jozef Lieckens Schaal Sels Luc Govaerts |

1985 · 1986 · 1987 · 1988 · 1989 · 1990 · 1991 · 1992 · 1993 · 1994 · 1995 · 1996 · 1997 · 1998 · 1999 · 2000 · 2001 · 2002 · 2003 · 2004 · 2005 · 2006 · 2007 · 2008 · 2009 · 2010 · 2011 · 2012 · 2013 · 2014 · 2015 · 2016 · 2017 · 2018 · 2019 · 2020 · 2021 · 2022 · 2023 · 2024 · 2025